# Schönstattbewegung Mädchen / Junge Frauen

Logo der Schönstattbewegung

Die Schönstattbewegung Mädchen / Junge Frauen (auch Schönstatt MJF, kurz MJF, ehemals Schönstatt-Mädchenjugend, international Schoenstatt Girls’ Youth) ist eine internationale katholische Jugendgemeinschaft und Teil der Schönstattbewegung.

## Geschichte
Nach einer ersten Tagung Josef Kentenichs für Mädchen 1927 kamen Bestrebungen eigener Jugendgruppen auf. Die Schönstatt MJF wurde daraufhin am 15. August 1931 – 17 Jahre nach Gründung der Schönstattbewegung – unter dem Namen Mädchenjugend gegründet. Zu einem ersten großen internationalen Jugendtreffen kam es 1981, an welchem einundzwanzig Nationen beteiligt waren. Im Zuge mehrerer Pilgerfahrten nach Rom erreichten die wachsende Gemeinschaft mehrmals Ansprachen aus dem Vatikan. Später erfolgte eine Umbenennung in den Namen Mädchen / Junge Frauen. Heute ist sie in Europa, Amerika, Afrika und Ozeanien vertreten.

## Jugendarbeit
Die MJF ist die Schwesterorganisation der Schönstatt-Mannesjugend (SMJ), welche sich an männliche Kinder und junge Männer richtet. Sie bietet Mädchen und jungen Frauen einen eigenen Raum, ihre Identität zu entfalten, inklusive eigener Organisation innerhalb der größeren Schönstattbewegung. Bei Aktivitäten werden verschiedene Entwicklungsphasen der Beteiligten berücksichtigt. Wochenend- und Ferienfreizeiten sowie regelmäßige Gruppentreffen sind typische Formen der Aktivitäten. Es finden auch gemeinsame Veranstaltungen für MJF und SMJ statt. Zu den Zielen der Gemeinschaft zählen die Entwicklung des persönlichen Glaubens, Glauben im Alltag, eine persönliche Gottesbeziehung, Ich-Entfaltung, Persönlichkeitsentwicklung, das Entdecken der eigenen Lebensvision und die Auseinandersetzung mit Freundschaft und Sexualität. Die Entwicklung des persönlichen Glaubens soll durch das Schließen des Liebesbündnisses unterstützt werden.
Gemeinsam mit der Mannesjugend nimmt die MJF regelmäßig an Weltjugendtagen teil und organisiert eigene Veranstaltungen in Bezug auf den Weltjugendtag.

## Organisation in Deutschland
In Deutschland ist die Bewegung föderal in Abteilungen gegliedert, die jeweils eigene Veranstaltungen ausrichten. Es gibt über zwanzig Abteilungen in Deutschland. Das geistige Zentrum der MJF ist die Jugendbildungsstätte Sonnenau in Schönstatt, welche für die deutsche MJF besonders bedeutsam ist.